# Goldene Himbeere/Schlechteste Neuverfilmung oder Fortsetzung
Die Goldene Himbeere für die schlechteste Neuverfilmung, das schlechteste Prequel oder die schlechteste Fortsetzung wurde unregelmäßig seit 1994 und jährlich von 2001 bis 2006 vergeben. Dabei bezog sie sich auf Filme des vorangegangenen Jahres. So wurde beispielsweise der Preis des Jahres 2005 am 4. März 2006 verliehen. 2006 wurde die Preiskategorie aufgespalten in Schlechteste Neuverfilmung oder billigster Abklatsch und Schlechtestes Prequel oder Fortsetzung. 2008 wurde die Kategorie wieder zusammengeführt.

## Schlechteste Neuverfilmung oder Fortsetzung 1995 bis 1999

### 1995
- Wyatt Earp – Das Leben einer Legende (Wyatt Earp) – Produktion: Jim Wilson, Kevin Costner, Lawrence Kasdan

Außerdem nominiert:
- Beverly Hills Cop III – Produktion: Robert Rehme, Mace Neufeld
- City Slickers II – Die goldenen Jungs (City Slickers II) – Produktion: Billy Crystal
- Flintstones – Die Familie Feuerstein (The Flintstones) – Produktion: Bruce Cohen
- Perfect Love Affair (Love Affair) – Produktion: Warren Beatty

### 1996
- Der scharlachrote Buchstabe (The Scarlet Letter) – Produktion: Roland Joffé, Andrew G. Vajna

Außerdem nominiert:
- Ace Ventura – Jetzt wird’s wild (Ace Ventura: When Nature Calls) – Produktion: James G. Robinson
- Dr. Jekyll und Ms. Hyde (Dr. Jekyll and Ms. Hyde) – Produktion: Robert Shapiro, Jerry Leider
- Showgirls – Produktion: Alan Marshall, Charles Evans, Ben Myron – eine Doppelnominierung für Alles über Eva (All About Eve) und Karriere durch alle Betten (The Lonely Lady)
- Das Dorf der Verdammten (Village Of The Damned) – Produktion: Michael Preger, Sandy King

### 1998
- Speed 2: Cruise Control – Produktion: Jan de Bont

Außerdem nominiert:
- Batman & Robin – Produktion: Peter MacGregor-Scott
- Wieder allein zu Haus (Home Alone 3) – Produktion: John Hughes, Hilton Green
- Vergessene Welt: Jurassic Park (The Lost World: Jurassic Park) – Produktion: Gerald R. Molen, Colin Wilson
- McHale’s Navy – Produktion: Sid Sheinberg, Bill Sheinberg, John Sheinberg

### 1999
Die Stimmauszählung ergab ein Unentschieden:
- Mit Schirm, Charme und Melone (The Avengers) – Produktion: Jerry Weintraub, Susan Ekins
- Godzilla – Produktion: Dean Devlin – Regie: Roland Emmerich
- Psycho – Produktion: Gus Van Sant, Brian Grazer

Außerdem nominiert:
- Lost in Space – Produktion: Carla Fry, Stephen Hopkins, Mark W. Koch, Akiva Goldsman
- Rendezvous mit Joe Black (Meet Joe Black) – Produktion: Martin Brest

## Schlechteste Neuverfilmung oder Fortsetzung 2001 bis 2009

### 2001
- Blair Witch 2 (Book Of Shadows – Blair Witch 2) – Produktion: William C. Carraro

Außerdem nominiert:
- Der Grinch (How the Grinch Stole Christmas) – Produktion: Todd Hallowell, Brian Grazer
- Die Flintstones in Viva Rock Vegas (The Flintstones In Viva Rock Vegas) – Produktion: Bruce Cohen, Bart Brown
- Get Carter – Die Wahrheit tut weh (Get Carter) – Produktion: Neil Canton, Mark Canton, Elie Samaha
- M:I-2 (Mission: Impossible 2) – Produktion: Tom Cruise, Paula Wagner

### 2002
- Planet der Affen (Planet Of The Apes) – Produktion: Richard D. Zanuck

Außerdem nominiert:
- Crocodile Dundee in Los Angeles (Crocodile Dundee in L.A.) – Produktion: Lance Hool, Paul Hogan
- Jurassic Park III – Produktion: Kathleen Kennedy, Larry J. Franco
- Pearl Harbor – Produktion: Michael Bay, Jerry Bruckheimer
- Sweet November – Eine Liebe im Herbst (Sweet November) – Produktion: Erwin Stoff, Steven Reuther, Elliott Kastner, Deborah Aal

### 2003
- Stürmische Liebe – Swept Away (Swept Away) – Produktion: Matthew Vaughn

Außerdem nominiert:
- I Spy – Produktion: Jenno Topping, Betty Thomas, Mario Kassar, Andrew G. Vajna
- Mr. Deeds – Produktion: Jack Giarraputo, Alex Siskin, Sid Ganis
- Roberto Benignis Pinocchio (Pinocchio) – Produktion: Elda Ferri, Nicoletta Braschi, Gianluigi Braschi
- Star Wars: Episode II – Angriff der Klonkrieger (Star Wars: Episode II – Attack of the Clones) – Produktion: Rick McCallum

### 2004
- Drei Engel für Charlie – Volle Power (Charlie's Angels: Full Throttle) – Produktion: Leonard Goldberg, Drew Barrymore, Nancy Juvonen

Außerdem nominiert:
- 2 Fast 2 Furious – Produktion: Neal H. Moritz
- Dumm und dümmerer (Dumb & Dumberer: When Harry Met Lloyd) – Produktion: Oren Koules, Troy Miller, Brad Krevoy, Steven Stabler, Charles B. Wessler
- From Justin to Kelly – Produktion: John Steven Agoglia – Remake von Dazu gehören zwei (1960, Where The Boys Are) und von Beach Parties (1984, Where The Boys Are)
- Michael Bay’s Texas Chainsaw Massacre (The Texas Chainsaw Massacre) – Produktion: Michael Bay, Mike Fleiss

### 2005
- Scooby Doo 2 – Die Monster sind los (Scooby Doo 2: Monsters Unleashed) – Produktion: Charles Roven, James Gunn, Richard Suckle

Außerdem nominiert:
- Alien vs. Predator – Produktion: David Minkowski, Matthew Stillman, John Davis, Gordon Carroll, Chris Symes, Walter Hill, David Giler, Lawrence Gordon
- Anacondas: Die Jagd nach der Blut-Orchidee (Anacondas: Hunt For The Blood Orchid) – Produktion: Verna Harrah
- In 80 Tagen um die Welt (Around The World In 80 Days) – Produktion: Thierry Potok, Bill Badalato, Hal Lieberman, Henning Molfenter
- Exorzist: Der Anfang (Exorcist 4: The Beginning) – Produktion: James G. Robinson, Wayne Morris, Will Raee

### 2006
- Die Maske 2: Die nächste Generation (Son of the Mask) – Produktion: Erica Huggins, Scott Kroopf

Außerdem nominiert:
- Verliebt in eine Hexe (Bewitched) – Produktion: Lucy Fisher, Penny Marshall, Douglas Wick
- Deuce Bigalow: European Gigolo – Produktion: John Schneider
- Ein Duke kommt selten allein (The Dukes of Hazzard) – Produktion: Bill Gerber
- House of Wax – Produktion: Bruce Berman, Polly Cohen, Herb Gains, Steve Richards

### 2009
- Indiana Jones und das Königreich des Kristallschädels (Indiana Jones and the Kingdom of the Crystal Skull) – Produktion: Kathleen Kennedy, George Lucas, Frank Marshall, Denis L. Stewart

Außerdem nominiert:
- Der Tag, an dem die Erde stillstand (The Day the Earth Stood Still) – Produktion: Erwin Stoff, Paul Harris Boardman
- Disaster Movie und Meine Frau, die Spartaner und ich (Meet the Spartans) – Produktion: Peter Safran, Aaron Seltzer, Jason Friedberg
- Speed Racer – Produktion: Grant Hill, Joel Silver, Andy Wachowski, Lana Wachowski
- Star Wars: The Clone Wars – Produktion: George Lucas, Catherine Winder

## Schlechteste Neuverfilmung oder Fortsetzung 2010 bis 2019

### 2010
- Die fast vergessene Welt (Land of the Lost) – Produktion: Sid und Marty Krofft, Jimmy Miller

Außerdem nominiert:
- G.I. Joe – Geheimauftrag Cobra (G.I. Joe: The Rise of Cobra) – Produktion: Lorenzo di Bonaventura, Bob Ducsay, Brian Goldner
- Der rosarote Panther 2 (The Pink Panther 2) – Produktion: Robert Simonds
- Transformers – Die Rache (Transformers: Revenge of the Fallen) – Produktion: Lorenzo di Bonaventura, Ian Bryce, Tom DeSanto, Don Murphy
- New Moon – Biss zur Mittagsstunde (The Twilight Saga: New Moon) – Produktion: Mark Morgan, Wyck Godfrey

### 2011
- Sex and the City 2 – Produktion: Michael Patrick King, John Melfi, Sarah Jessica Parker, Darren Star

Außerdem nominiert:
- Kampf der Titanen (Clash of the Titans) – Produktion: Kevin De La Noy, Basil Iwanyk, Richard D. Zanuck
- Die Legende von Aang (The Last Airbender) – Produktion: Frank Marshall, Sam Mercer, M. Night Shyamalan
- Eclipse – Biss zum Abendrot (The Twilight Saga: Eclipse) – Produktion: Wyck Godfrey, Karen Rosenfelt
- Beilight – Bis(s) zum Abendbrot (Vampires Suck) – Produktion: Jason Friedberg, Peter Safran, Aaron Seltzer

### 2012
- Jack und Jill (OT: Jack and Jill) (in Bezug auf den Film Glen or Glenda)

Außerdem nominiert:
- Arthur
- Bucky Larson: Born to be a Star
- Hangover 2 (The Hangover: Part II)
- Breaking Dawn – Biss zum Ende der Nacht, Teil 1 (The Twilight Saga: Breaking Dawn – Part 1)

### 2013
- Breaking Dawn – Biss zum Ende der Nacht, Teil 2 (The Twilight Saga: Breaking Dawn – Part 2)

Außerdem nominiert:
- Ghost Rider: Spirit of Vengeance
- Madea’s Witness Protection
- Piranha 2
- Red Dawn

### 2014
- Lone Ranger (The Lone Ranger)

Außerdem nominiert:
- Kindsköpfe 2 (Grown Ups 2)
- Hangover 3 (The Hangover: Part III)
- Scary Movie 5
- Die Schlümpfe 2 (The Smurfs 2)

### 2015
- Annie

Außerdem nominiert:
- Atlas Shrugged: Part III
- The Legend of Hercules
- Teenage Mutant Ninja Turtles
- Transformers: Ära des Untergangs (Transformers: Age of Extinction)

### 2016
- Fantastic Four

Außerdem nominiert:
- Alvin und die Chipmunks: Road Chip (Alvin and the Chipmunks: The Road Chip)
- Hot Tub Time Machine 2
- The Human Centipede III (Final Sequence)
- Der Kaufhaus Cop 2 (Paul Blart: Mall Cop 2)

### 2017
- Batman v Superman: Dawn of Justice

Außerdem nominiert:
- Alice im Wunderland: Hinter den Spiegeln (Alice Through the Looking Glass)
- Fifty Shades of Black
- Independence Day: Wiederkehr (Independence Day: Resurgence)
- Teenage Mutant Ninja Turtles: Out of the Shadows
- Zoolander 2

### 2018
- Fifty Shades of Grey – Gefährliche Liebe (Fifty Shades Darker)

Außerdem nominiert:
- Baywatch
- Boo 2! A Madea Halloween
- Die Mumie (The Mummy)
- Transformers: The Last Knight

### 2019
- Holmes & Watson

Außerdem nominiert:
- Death of a Nation
- Death Wish
- Meg
- Robin Hood

## Schlechteste Neuverfilmung oder Fortsetzung seit 2020

### 2020
- Rambo: Last Blood

Außerdem nominiert:
- X-Men: Dark Phoenix
- Godzilla II: King of the Monsters
- Hellboy – Call of Darkness
- A Madea Family Funeral

### 2021
- Die fantastische Reise des Dr. Dolittle

Außerdem nominiert:
- 365 Tage
- Fantasy Island
- Hubie Halloween
- Wonder Woman 1984